# Julimonarkiet
Julimonarkiet, borgerkongedømmet, er det kongedømme, som blev oprettet i Frankrig 7. august 1830 for huset Bourbons yngre linje, Ludvig Filip af Orléans og hans slægt.

## Julirevolutionen
Under urolighederne i Paris 1830 blev kong Karl 10. af Frankrig tvunget til at abdicere til fordel for den mere liberale Ludvig Filip 1.

## Frankrig får ny konge
Efter tre dages blodige kampe i Paris (27.-29. juli) blev 
Ludvig Filip, hertugen af Orléans, udråbt til generalstatholder. Først alt for sent indså Karl 10., hvilken vej det bar og tilbød at trække lovene tilbage. Men forfatningen blev ændret, huset Bourbons ældre gren mistede retten til tronen, og Ludvig Filip blev udråbt til Frankrigs nye konge 7. august 1830.
Ludvig Filip skulle blive landets sidste konge og sidde på tronen helt frem til februarrevolutionen og oprettelsen af den anden franske republik den 4. november 1848.
| Historie | Spire Denne historieartikel er en spire som bør udbygges. Du er velkommen til at hjælpe Wikipedia ved at udvide den. |

48°49′00″N 2°29′00″Ø / 48.81667°N 2.48333°Ø